# Hullinse
En hullinse er en simpel optisk indretning, som består af en plade af et uigennemsigtigt materiale, hvori der er lavet et lille hul. På engelsk betyder »pinhole« et nålestik, og det engelske navn hentyder til at man kan fremstille en hullinse ved at lave et hul i f.eks. et stykke pap ved hjælp af en (knappe)nål.
Indretningen kaldes en linse, fordi den som en optisk linse kan bruges til at danne et billede af de lysstråler, der spredes fra et motiv, sådan som det er vist til højre: Et kraftigt belyst motiv (1) spreder lyset i alle retninger. De lysstråler der har retning direkte mod hullet i hullinsen (2) fortsætter igennem dette, og belyser til sidst et punkt på (eller rettere: et meget lille område af) væggen bag hullinsen: Herved dannes et billede (3) af motivet. Da alle de lysstråler der bidrager til billedet krydser hinanden i "linsens" hul, optræder billedet med »bunden i vejret» i forhold til det fysiske motiv.
Motivet skal belyses temmelig kraftigt, fordi kun en ganske lille del af det lys der spredes fra et lille område på motivet, slipper igennem hullet og bidrager til at danne billedet. Jo mindre hullet i hullinsen er, desto mere lys skal der til; til gengæld giver et mindre hul et skarpere billede end et større.
At et mindre hul giver et skarpere billede er kun delvist rigtigt, for hullet kan også blive for lille. Den præcise formulering er, at der til en bestemt afstand mellem hul og film svarer en optimal huldiameter.
Hullinser bliver brugt til visse typer fotografier, hvor "kameraet", kaldet et hulkamera, f.eks. kan være en dåse med et stykke fotografisk film. Også digitale kameraer uden objektiv kan benyttes.